# Nicole de Lamargé
Nicole Salvaige de Lamargé (1938 – 1969) è stata una modella e stilista francese.
Fotografata dai più grandi professionisti degli anni '60, presente su molte copertine di riviste dell'epoca, appartiene alla storia della moda di quegli anni

## Carriera
Figlia di Henri Salvaige de Lamargé	e di Marie Louise, Nicole de Lamargé iniziò la sua carriera nel 1958, dopo l'incontro con la fotografa Catherine Harlé che aveva appena creato un'agenzia di moda. Il successo della giovane nell'ambiente dei fotografi di moda, portò indiscutibilmente anche al lancio dell'azienda 
(Catherine Harlé)
 disse Catherine Harlé, la cui agenzia riunirà poi, insieme a Nicole, le modelle più emblematiche di quei anni: Nico, Anita Pallenberg, Amanda Lear, Anna Karina, Marianne Faithfull, Dani, Zouzou e altre.
Il primo sponsor delle foto di Nicole de Lamargé fu la rivista Elle, il cui direttore artistico era il fotografo Peter Knapp. Secondo alcuni giornalisti, Nicole de Lamargé fu "la prima top creata dal quotidiano negli anni '60".
Una copertina di questa rivista, pubblicata nel 1966, rese il suo volto conosciuto: fotografata da Peter Knapp nell'autunno del 1963, Nicole indossava una camicetta rosa di seersucker disegnata da Cacharel. In seguito all'uscita della rivista e in pochi mesi, la camicia diventò un capo base del guardaroba femminile, ancor di più dopo essere stata indossata da Brigitte Bardot: i diecimila pezzi venduti lanciarono l'azienda Cacharel.
Modella preferita di Guy Bourdin e David Bailey, Nicole de Lamargé lavorò con i più grandi fotografi dell'epoca. Oltre ad Elle, le sue fotografie furono pubblicate nelle edizioni internazionali di Vogue e nella maggior parte delle riviste femminili, comprese quelle pubblicate negli Stati Uniti, in particolare l'influente Mademoiselle, non più in stampa. De Lamargé fu richiesta anche per le pubblicità di biancheria e tessuti.

## Specificità
Modella da studio, il suo successo con i fotografi fu dovuto alla sua capacità di trasformazione e di dialogo con l'obiettivo
(Fanny Deschamps, Elle)
 Anche Catherine Rousseau, caporedattrice di moda della rivista Elle, notò la sua "straordinaria facoltà di metamorfosi":

Questa attitudine venne messa in luce anche durante un noto reportage di moda sul tema delle star del cinema. Fotografata da Peter Knapp e vestita dalla stilista Peggy Roche, moglie dell'attore Claude Brasseur, Nicole de Lamargé interpretò successivamente Louise Brooks, Marlene Dietrich, Greta Garbo, Carole Lombard, Rita Hayworth e Marilyn Monroe. A differenza di altre modelle, non lasciò che nessun altro si occupasse del suo trucco
()
.

## Morte
Nell'aprile del 1969 Nicole de Lamargé morì in un incidente stradale, durante un viaggio in Marocco insieme al marito Jean-Pierre de Lucovich, giornalista del Paris Match. La sua immagine è tuttora in vendita su stampe d'argento dei fotografi che l'hanno conosciuta.